# Kanton Le Marigot
Kanton Le Marigot is een voormalig kanton van het Franse departement Martinique. Kanton Le Marigot maakte deel uit van het arrondissement La Trinité en telde 3.700 inwoners (2007). Het kanton had een oppervlakte van 21,63 km² en een dichtheid van 171 inwoners per vierkante kilometer. Het werd zoals alle kantons van Martinique opgeheven op 1 januari 2016.

## Gemeenten
Het kanton Le Marigot omvatte uitsluitend de gemeente Le Marigot